# Philip Lamantia
Philip Lamantia (ur. 23 października 1927 - zm. 7 marca 2005) – amerykański poeta, surrealista, wykładowcą akademicki.

## Życiorys
Urodził się w rodzinie włoskich emigrantów. W wieku 16 lat porzucił szkołę i przeniósł się do Nowego Jorku. Pracował jako asystent redaktora w View: A Magazine of the Arts, w którym opublikował wiersze napisane w wieku 15 lat. Po wydaniu w wieku 19 lat swojej pierwszej książki „Erotic Poems” (1946), rozczarował się nowojorskim środowiskiem i wrócił do San Francisco. Ukończył liceum i rozpoczął studia na Uniwersytecie Kalifornijskim w Berkeley, gdzie stał się częścią rewolucyjnej lewicy. Studiował przedmioty z zakresu gnostycyzmu, mistycyzmu, erotyki i myśli heretyckiej. Nie ukończył studiów. W latach 50. XX w. zaczął badać odmienne stany świadomości za pomocą środków halucynogennych, uczęszczając na rytuały pejotlowe organizowane przez Indian amerykańskich. 7 października 1955 r. wziął udział w wieczorze poetyckim w Six Gallery w San Francisco, pierwszym publicznym wystąpieniu członków Beat Generation. Podróżował po Francji i Maroku. Związał się z ruchem Beat Generation, choć jego twórczość pozostawała odrębna, kontynuował własne poszukiwania heteroseksualnej erotyki i mistyki. Zanim ukazały się jego Wiersze wybrane, 1943–1966, mieszkał w Hiszpanii, walcząc z depresją. Następnie wrócił do San Francisco, wykładał poezję na Uniwersytecie Stanowym i Instytucie Sztuki w San Francisco, zajmował się sprawami Indian amerykańskich.